# Hemisodorcus fukinukii
Hemisodorcus fukinukii es una especie de coleóptero de la familia Lucanidae.

## Distribución geográfica
Habita en China.